# Huixtocihuatl

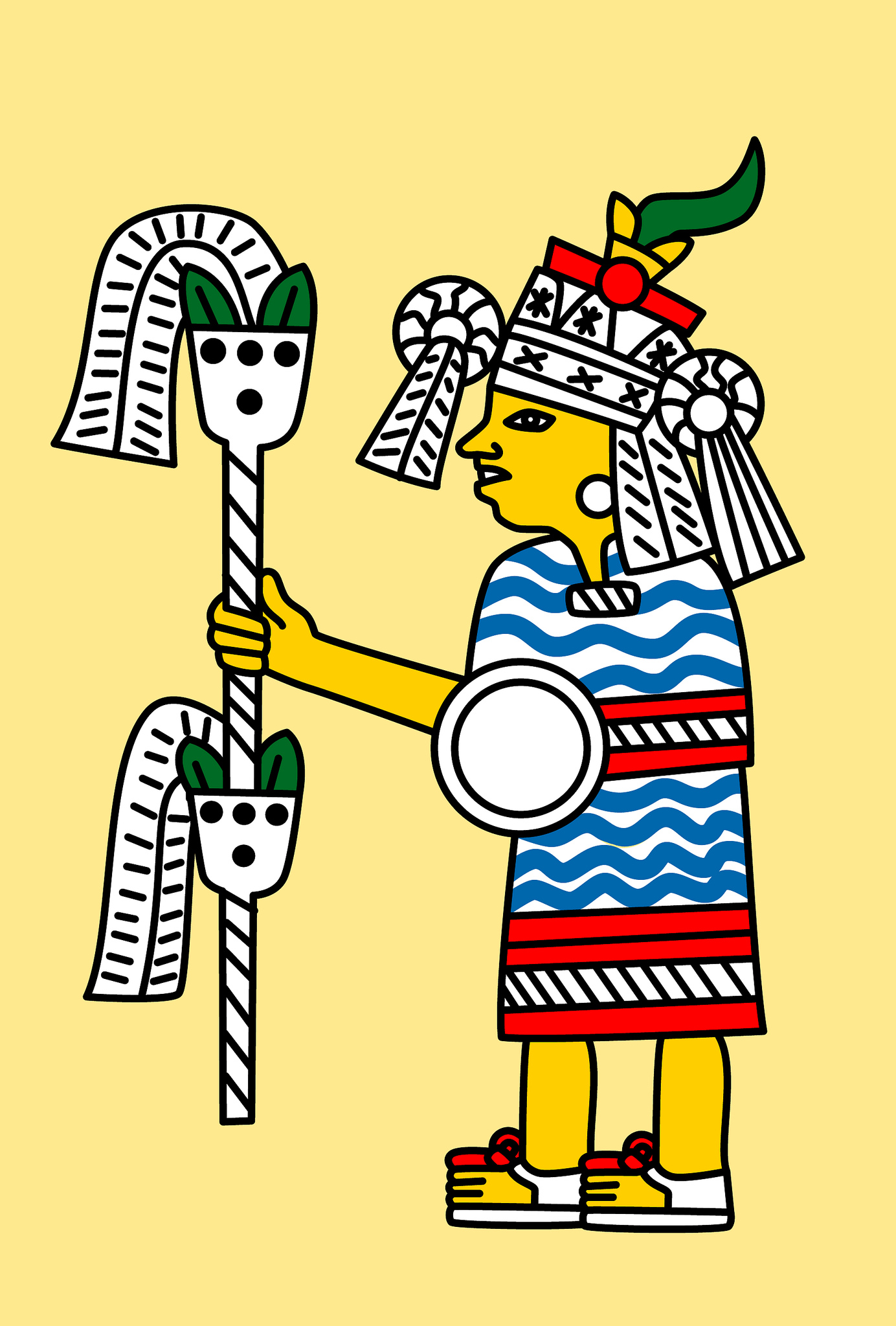
Huixtocihuatl rappresentata da Sahagún

Huixtocihuatl (anche scritto Uixtochihuatl o Uixtociuatl, che significa Signora di Huixtotlan), secondo la mitologia azteca, era una dea della fertilità che sovrintendeva il sale e l'acqua salata. Il fratello più piccolo era Tlaloc, e le dee della pioggia sono sue sorelle. Secondo alcune fonti sarebbe la moglie di Tezcatlipoca.